# Mordves
Les Mordves sont un ensemble de peuples établis à l'ouest de la Volga ; ils se trouvent entre autres dans la république autonome de Mordovie, qui dépend de la Russie.
L'appellation « Mordves », quoique fréquente, regroupe deux peuples qui parlent des langues proches mais distinctes.
- Les Mokchas[2] (ou Mokchanes) proviennent du bassin de la rivière Mokcha. Ils incluent les populations karataïs. Leur langue est le mokcha.
- Les Erzas[2] (ou Erzyas ou Erzianes) proviennent du bassin de la rivière Soura. Ils incluent les populations chochkas et terioukhanes. Leur langue est l'erza.

## Démographie
Les Mordves constituent, avec 1,1 million de personnes, le plus important des peuples finno-ougriens de Russie. Ils ne forment pourtant que 33 % de la population de la République de Mordovie, une république de la fédération de Russie. Seuls 28 % des Mordves résident en Mordovie.
Les Mordves sont majoritairement orthodoxes ou luthériens, avec quelques moloques.

## Langues
Les langues mordves appartiennent au groupe des langues finno-ougriennes et se divisent en deux branches linguistiques : erza et mokcha.

## Histoire
Un voyageur hongrois, frère Richard, qui se rendit chez les Mordves au XIIIe siècle, écrit à leur sujet : « Ce sont des païens, et des gens si cruels que la réputation d'un homme qui n'a pas tué de nombreux ennemis ne vaut rien. Et quand ils voyagent, ils emmènent avec eux les crânes de tous les hommes tués. Plus ils en ont, plus grande est leur considération. Ils font des coupes avec les crânes humains, dont ils aiment beaucoup se servir pour boire. Il n'est pas permis de prendre femme à celui qui n'a pas tué d'homme. »
Dominés par les Tatars du Khanat de Kazan jusqu'au XVe siècle, ils se sont disséminés en petits groupes vers l'est lors de l'arrivée des Russes.